# Трактирщица (фильм)
«Трактирщица» (1975) — телеспектакль с участием актёров театра Маяковского, постановка комедии Карло Гольдони «Трактирщица».

## Сюжет
Хозяйка небольшой флорентийской гостиницы, избалованная вниманием мужчин, узнав, что один из её постояльцев — заклятый женоненавистник, решает отомстить ему, заставив в себя влюбиться, о чём позднее ей приходится пожалеть.

## В ролях
| Актёр              | Роль                        |
| ------------------ | --------------------------- |
| Наталья Гундарева  | Мирандолина                 |
| Евгений Лазарев    | кавалер Рипафратта          |
| Никита Подгорный   | маркиз Форлипополи          |
| Юрий Каюров        | граф Альбафиорита           |
| Олег Вавилов       | Фабрицио, лакей в гостинице |
| Владимир Сальников | слуга кавалера Рипафратта   |

## Съёмочная группа
- Авторы сценария: Александр Белинский
- Режиссёр: Александр Белинский
- Оператор: Борис Лазарев
- Художник-постановщик: Владимир Лыков
- Ассистент режиссёра: И. Крупенина
- Звукорежиссёр: М. Бикчантаева

## История создания
Евгений Лазарев, партнер по спектаклю, сыгравший в «Трактирщице» кавалера Риппафратто, вспоминал, что на роль хозяйки гостиницы была только одна кандидатура — Наталья Гундарева:
«Её пластичность, музыкальность, комедийный талант как нельзя лучше подошли для этой роли. Ей удалось сыграть женщину сильную, умную, которая знает, чего она хочет в жизни и как этого добиться, и при этом женственную и обольстительную. Гундарева — это партнёрша, о которой можно только мечтать. В какой-то момент, я уже перестал изображать страсть — я горел по-настоящему, и это всё благодаря ей. Исконно русская кустодиевская красота!»
Однако не все разделяли восторженное мнение. Так историк кино Ефим Левин, отмечая качественную работу Гундаревой, сам фильм назвал «скукой», а режиссёра Александра Белинского и вовсе «олухом».